# سیارک ۱۲۳۷۴
سیارک ۱۲۳۷۴ (به انگلیسی: 12374 Rakhat، نامگذاری:1994JG9) دوازده هزار و سیصد و هفتاد و چهارمین سیارک کشف شده‌است که در ۱۵ مه ۱۹۹۴ کشف شد.
قدر مطلق سیارک برابر ۲۱.۴ است.